# Lillträsket (Piteå socken, Norrbotten, 725590-170278)
Lillträsket är en sjö i Piteå kommun i Norrbotten och ingår i Byskeälvens huvudavrinningsområde.